# Jane Glazebrook
Jane Glazebrook es una botánica estadounidense conocida por su trabajo en la comprensión de las defensas de las plantas contra los patógenos y el aumento de la producción de los cultivos.

## Biografía
Recibió su doctorado del Instituto de Tecnología de Massachusetts en 1991 y es profesora de biología vegetal en la Universidad de Minnesota. Fue la editora en jefe de la revista Molecular Plant-Microbe Interactions.

## Investigación
La investigación de Glazebrook se centra en las defensas de las plantas contra los patógenos.  Su laboratorio trabaja especialmente con la planta Arabidopsis thaliana y los patógenos Pseudomonas syringae y Alternaria brassicicola.

## Vida personal
Está casada con Fumiaki Katagiri, quien también trabaja en la Universidad de Minnesota como profesor de biología vegetal.